# Sven Frödin

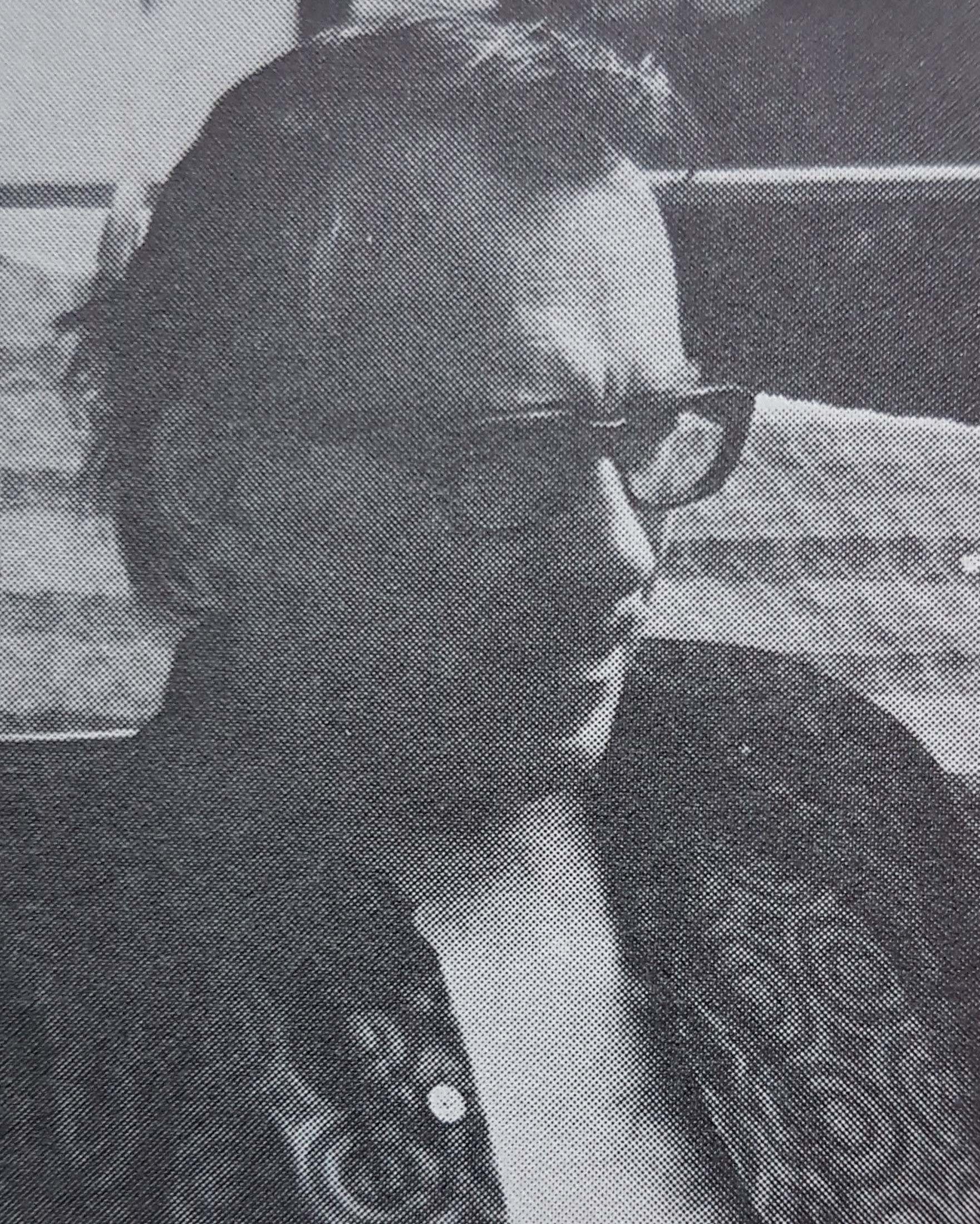
Sven Frödin

Sven Lars Harry Frödin, född 14 november 1921 i Karlstad, död 19 mars 2003 i Grava, var en svensk målare och teckningslärare.
Han var son till målarmästaren Iwar Frödin och Anna Andersson. 
Frödin studerade vid Högre konstindustriella skolan i Stockholm 1945–1948 och arbetade därefter som teckningslärare vid Kommunala flickskolan i Karlstad. Han deltog i utställningen Unga tecknare på Nationalmuseum 1947 och 1948. Tillsammans med keramikern Harry Sandberg och tecknaren Lasse Sandberg ställde han ut på Värmlands museum 1952. Han medverkade från 1948 i Värmlands konstförenings utställningar och han deltog i utställningen Ung värmländsk konst av i dag på Värmlands museum 1952. Frödin är representerad vid bland annat Moderna Museet, Värmlands Museum, Nationalmuseum, Statens konstråd, Norrköpings konstmuseum och i ett flertal kommuner och landsting.